# 백천장선생묘
백천장선생묘(白天藏先生墓)는 대한민국 경기도 화성시 기안동에 있는, 고려시대 문신이었던 백천장 선생의 묘이다. 1985년 9월 20일 경기도의 기념물 제86호로 지정되었다.

## 개요
고려시대 문신이었던 백천장 선생의 묘이다.
고려말 진사로 문과에 급제한 후 정당문학 등을 역임하고 원나라로 유학을 가서 높은 벼슬을 지냈으며, 나이가 들어 귀국한 뒤 수성백(隨城伯)에 봉해져 재상을 지냈다.
그의 묘는 최근 새롭게 단장하여 고려 후기 무덤 양식이 남아 있지 않지만 조선 순조 13년(1813)에 세운 묘비와 그 즈음에 세워진 것으로 보이는 장명등과 문인석이 있다. 묘역의 오른쪽 북쪽으로 약 50m 지점에 수원 백씨 시조의 사당이 있고, 묘역의 진입로에 1975년에 세운 신도비(神道碑:왕이나 고관 등의 평생업적을 기리기 위해 무덤근처 길가에 세우던 비)가 있다.
조선 정조 때 사도세자의 능을 이 근처로 옮기면서 세자의 능에서 10리 이내의 산소는 모두 이장하게 했으나, 그의 묘소는 조정에서 그대로 보존하였다고 한다.

## 같이 보기
- 백천장

## 참고 문헌
- 백천장선생묘 - 국가유산청 국가유산포털